# M52 105mm自走榴弾砲
M52 105mm自走榴弾砲(M52 105mm Self-propelled Howitzer)'は、アメリカ合衆国で開発された、戦後第一世代の自走榴弾砲である。

## 概要
M41ウォーカー・ブルドッグ軽戦車の車体を基に設計された自走榴弾砲で、共通の車体を持つM44 155mm自走榴弾砲と並行して開発され、M41軽戦車の車体を利用した一連の装甲戦闘車両とのファミリー化が行われていた。
車両の特徴として、乗員を全て砲塔内に配置し、操縦席も砲塔内に設けられていることが挙げられる。砲塔は左右各60度ずつの限定旋回式となっており、全周旋回能力はない。
1946年に開発計画が開始され、1948年にはT98の名称で設計が進められた。並行開発されたT99（後のM44）同様、1950年には機械式計算装置と連動させた照準装置を搭載したものと従来型の目視式照準装置を備えた2種類の試作車が開発され、比較の結果、目視式照準装置型がT98E1として採用され、翌1951年1月にはT98E1に細部の修正を加えたもの（形式番号は変わらず）が制式化を待たずに生産発注された。
T98E1は開発に問題はなく、生産も順調であったが、並行開発されたT99 155mm自走榴弾砲が開発に手間取ったため、共通の車体を用いるT98の制式化も保留され、T99の改修型がT149として改めて実用化されて制式化された後、T98は発注された684両の生産が全て完了した1955年11月に“105mm Self-propelled Howitzer M52”として制式化された。翌1956年にはエンジンを燃料噴射型に換装する改修が実施されており、この改修を施した車両は“M52A1”と改称されている。
M52およびM52A1はアメリカ軍の他、西ドイツ（当時）、イタリアを始めとした西側諸国に供与されて装備され、日本の陸上自衛隊でも運用された。トルコでは主砲をM109 155mm自走榴弾砲の中期型と同じ 39口径155mm榴弾砲に換装、エンジンをMTU社製 MB 833 Aa-501 V型6気筒水冷式ディーゼルエンジン（450 hp/2,300 rpm）に換装した（燃費改善と燃料増加により航続距離が500 ㎞に延長された）近代化改修型をドイツのラインメタル社に依頼して開発し、“M52T”として21世紀に入っても装備している。M52Tは1995年から365両が改修された。

## 採用国

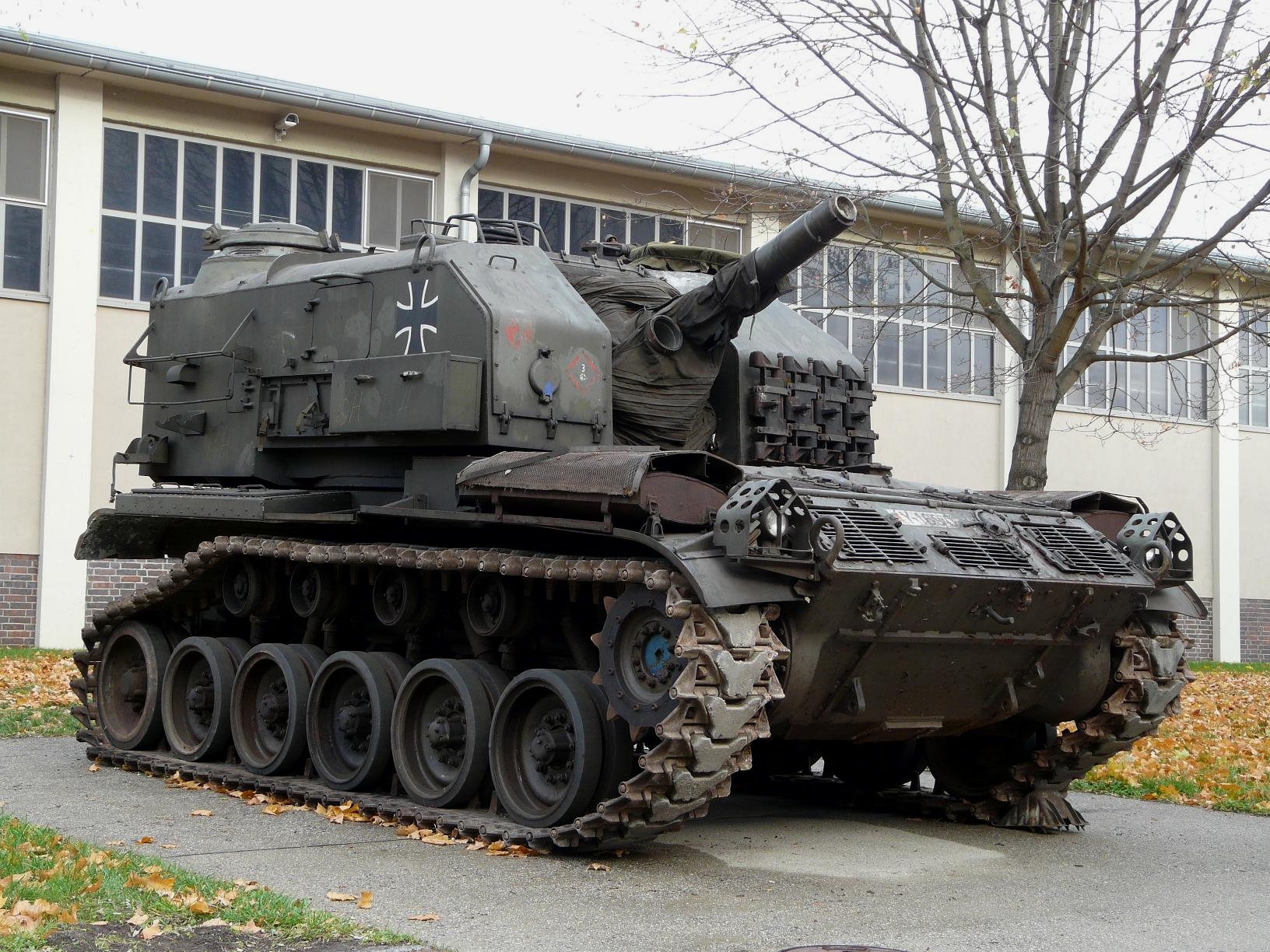
M52 西ドイツ軍（ドイツ連邦軍）の装備していた車両
ドレスデンのドイツ連邦軍軍事史博物館の展示車両
（2015年11月5日の撮影）

- ベルギー
- イタリア
- 日本
- スペイン
- トルコ
- 中華民国
- アメリカ合衆国

### 陸上自衛隊での運用
陸上自衛隊では、火砲の機動力強化の一環として榴弾砲の自走化が検討され、アメリカから少数が供与された。
1966年よりM52A1 105mm自走りゅう弾砲として30両が導入され、北部方面隊でのみ使用された。1977年より75式自走155mmりゅう弾砲により代換されて順次退役し、1984年には全車が退役した。